# Florence Nibartová-Devouardová
Florence Nibartová-Devouardová (* 10. září 1968 Versailles) je francouzská genetička, bývalá předsedkyně správní rady Wikimedia Foundation.
Narodila se ve Versailles. Vyrůstala v Grenoblu a několika dalších francouzských městech, ale také v belgických Antverpách a americké Arizoně. Od roku 2005 žije v Clermont-Ferrand. Je vdaná a má tři děti: Williama (* 1996), Anne-Gaëlle (* 1998) a Thomase (* 2006).
Vystudovala na École nationale supérieure d'agronomie et des industries alimentaires zemědělské inženýrství. Také je držitelkou postgraduálního titulu Master of Advanced Studies v genetice a biotechnologii získaném na Institut national polytechnique de Lorraine. Zabývala se veřejným výzkumem, nejprve genetickým zdokonalováním kvetoucích rostlin, poté zkoumala v mikrobiologii možnosti bioremediace znečištěné půdy. Do roku 2005 byla zaměstnána ve společnosti v niž se zabývala návrhem rozhodovacích nástrojů v rámci trvale udržitelného zemědělství. V červnu 2004 byla zvolena do správní rady nadace Wikimedia Foundation a v říjnu 2006 byla zvolena její předsedkyní. Tuto funkci vykonávala až do června 2008, kdy se rozhodla ze správní rady odejít. V současné době je konzultantkou pro internetovou komunikační strategii. Ve volbách v březnu 2008 byla zvolena do zastupitelstva obce Malintrat.
Za svou dlouholetou profesionální činnost byla 16. května 2008 vyznamenána francouzským Národním řádem za zásluhy.